# SWEET PUNKS
SWEET PUNKS（スイート・パンクス）は、ZYYGの3作目のオリジナル・アルバム。

## 解説
1996年以降、積極的に展開されたライブ活動の成果を踏まえ、かつリリース後に行われるツアーを見据えた、非常に生々しい迫力のサウンドで構成され、結果的に最後のオリジナル・アルバムとなった。ただし、バラード系については、これまでのシングルのC/Wに回すケースが多かった事、高山征輝によるアウトロー的な歌詞を軸にしたため、1曲も収録されていない。それから10年後、ベスト・アルバム「BEST OF BEST 1000 ZYYG」がリリースされた。

## 収録楽曲
1. SO WHAT?
「この情熱のそばで」のC/W曲。
2. MAD CITY GANG
3. Weather Love
4. 渾身
5. TOKIO SLAM
6. LULLABY(album ver.)
9thシングル
7. BORN TO BE COOL
8. SERIOUS
9. Something(album ver.)
8thシングル
10. LADY MOON
11. この情熱のそばで
10thシングル

作詞:高山征輝(ALL)
作曲:高山征輝(except 1,3) 後藤康二(1,3)
編曲:ZYYG(ALL)

## ゲストコーラス
- 生沢佑一（TWINZER）
- 大田紳一郎（BAAD）
- 川島だりあ（FEEL SO BAD）